# La volpe e le camelie
La volpe e le camelie è un romanzo di Ignazio Silone, scritto tra il 1958 ed il 1959 e pubblicato da Arnoldo Mondadori Editore nel 1960 e da L'ora d'oro nel 2010.
Il romanzo, nella sua stesura definitiva, si presenta come il rifacimento di un vecchio racconto intitolato La volpe che l'autore abruzzese aveva precedentemente inserito in Un viaggio a Parigi (1934).
Dopo alcune polemiche con l'editore che non aveva molto gradito il romanzo paragonandolo al più riuscito Il segreto di Luca , una seconda edizione fu data alle stampe nel giugno 1964 facendo registrare 70 000 copie vendute.
Il romanzo è l'unico di Silone non ambientato nella sua regione, l'Abruzzo; Silone dedicò il libro al suo amico Marcel Fleischman che era stato anche suo mecenate nel periodo di esilio a Zurigo dello scrittore.

## Trama
Il romanzo narra la storia di Daniele, antifascista del Canton Ticino e di sua figlia Silvia, innamorata di Cefalù, un giovane che si rivelerà spia del regime. Nonostante la contrarietà di Daniele alla relazione della figlia e i suoi propositi di darla in sposa a un suo compagno fuoriuscito e dagli ideali socialisti (Agostino), per la ragazza l'amore conta più degli ideali politici. Cefalù finirà tragicamente preferendo la morte alla delazione che avrebbe accusato il padre dell'amata.